# Corydalis vivipara
Corydalis vivipara är en vallmoväxtart som beskrevs av Friedrich Karl Georg Fedde. Corydalis vivipara ingår i släktet nunneörter, och familjen vallmoväxter. Inga underarter finns listade i Catalogue of Life.